# Карр, Шон
Шон Карр (англ. Sean Carr; 10 августа 1968, с. Торньер, графство Йоркшир, Великобритания — 8 января 2018, Прага, Чехия) — рок-музыкант (лидер группы Death Valley Screamers («Крикуны в долине Смерти»), певец, гитарист, бизнесмен, байкер, состоял в байкер-клубе «Падонки». Бывший зять (2005—2012) Юлии Владимировны Тимошенко.

## Биография
Шон родился в Англии в маленьком селе Торньер вблизи от Лидса (графство Йоркшир, Великобритания) в 1968 году в семье бизнесмена, владельца обувных мастерских Питера и домохозяйки Сьюзен.

### Спорт
В юношеские годы занимался боксом и плаванием, побеждал на разных соревнованиях, выигрывал чемпионаты; увлекался мотоциклами.

### Испания
На некоторое время уехал в Испанию жить вместе с отцом, где научился свободно говорить по-испански.

### Карьера
В позднем подростковом возрасте вернулся в Лидс и начал работать сапожником.
В 18 лет принял решение попытать удачу на музыкальной ниве — певцом рок-н-ролла. Он и его друг Пол создали группу «Paris In The Fall». Уже позже, в январе-феврале 2005 года на Украине, Шон создал хэви-метал группу «DVS» («Death Valley Screamers»), в состав которой входят два британца и трое украинских музыкантов (экс-участники группы Lazy Town).

### Бизнес
Во Франции открыл бизнес по производству кожаных изделий, в 1990 году вернулся в Великобританию, чтобы помогать отцу в бизнесе по ремонту обуви.

### Личная жизнь
В 1995 году Шон стал отцом — его гражданская жена Эмма родила дочь Шарлотту (Чарли).
Ушёл от Эммы и 1 октября 2005 года в Киеве женился на Евгении Тимошенко, дочери Юлии Тимошенко; венчание состоялось в Выдубицком монастыре, перед этим Шон стал православным.
В марте 2012 года развёлся с Евгенией Тимошенко. По мнению журналистов, причиной развода послужил арест матери Евгении Тимошенко политика Юлии Тимошенко. Супруги делили имущество в украинском суде. По результатам судебных разбирательств бывшая супруга Карра Евгения Тимошенко получила во владение ресторан в Киеве и половину дома в Днепропетровске.
В августе 2013 года Карр женился в третий раз. Его избранницей стала 31-летняя британка Мэри Хилл, в 2015 году у них родился сын Джекс..

### Смерть
У Шона Карра была больная печень, лежал в больнице из-за этого несколько раз. Затем лежал в больнице с двойной пневмонией, после этого поехал по делам в Прагу.
Был госпитализирован, умер во сне в 10 утра 8 января 2018 года, в больнице в Праге от внутренних кровотечений, рядом с ним была его дочь Шарлотта.
После кремирования, урну с его прахом дочь отвезла в Великобританию, где прошли похороны..

## Death Valley Screamers
Death Valley Screamers
- Шон Карр — вокал
- Мик Лейк — гитара, бэк вокал
- Сергей Лукасевич — бас гитара
- Сергей Озерян — соло гитара
- Владимир Бутяев — барабаны

## Телевидение
- 2014 — Новые русские сенсации — «Зять Тимошенко: Юля, гуд бай!»